# Johannes Walther (Betriebswirt)
Johannes Walther (* 1959 in Hannover) ist ein deutscher Unternehmer und Hochschullehrer. Er ist Gründer der IPM AG und seit 1997 Professor für Allgemeine Betriebswirtschaftslehre mit dem Schwerpunkt Produktionsmanagement an der Ostfalia Hochschule für angewandte Wissenschaften.

## Leben
Nach seinem Abitur am Ratsgymnasium Hannover (1979) studierte Johannes Walther Wirtschaftswissenschaften an der Gottfried Wilhelm Leibniz Universität Hannover (1982 bis 1987) und promovierte am dortigen Institut für Unternehmensplanung zum Thema „Technisch-betriebswirtschaftliche Analyse einer rechnergestützten Qualitätssicherung in Verbindung mit CIM-Konzeptionen“ (Dr. rer. pol.) (1992). Er hat Leitungsfunktionen in verschiedenen Industrie-, Handels- und Beratungsunternehmen ausgeübt (1987 bis 1997), erhielt einen Ruf an die Hochschule Merseburg für das Fachgebiet Qualitätsmanagement (1997) und war Geschäftsführer der von ihm gegründeten IPM GmbH – Institut für Produktionsmanagement (2001 bis 2016). Von 2016 bis 2023 war er als Vorsitzender des Vorstandes bei der IPM AG tätig.

## Vorstandstätigkeit
Johannes Walther ist Gründer der IPM AG (vormals IPM GmbH). Die IPM AG veranstaltet mit 35 Mitarbeitern B2B Premium-Konferenzen, hierzu zählen Industriekonferenzen (u. a. Automotive Procurement Forum, Aviation Forum, Railway Forum) und Technologiekonferenzen (u. a. Additive Manufacturing Forum, Future Battery Forum, H2 Forum). An den Konferenzen nehmen jährlich über 11.000 (Top)Manager und Entscheider aus mehr als 80 Ländern teil u. a. von Airbus, BASF, Boeing, Bosch, Deutsche Bahn, Hitachi, Panasonic, Schaeffler, Siemens, Varta und Volkswagen. Die Konferenzen werden durchgängig in einem hybriden Format durchgeführt (on-site und virtuell).

## Hochschultätigkeit
Als Hochschullehrer an der Ostfalia Hochschule für angewandte Wissenschaften vertritt Johannes Walther die Themenfelder Produktions-, Logistik-, Beschaffungs-, Qualitäts- und Innovationsmanagement. Zu seinen Forschungsgebieten zählen Open Innovation & Innovation Scouting, Lieferantenintegration in der Beschaffung, Globales Supply Chain Management (SCM), Industrie 4.0, Additive Manufacturing sowie Digitalisierung in Produktion und Logistik.

## Publikationen (Auswahl)
- mit K-H. Lüke: Analyse der Akzeptanz von Anwendungsszenarien der Big Data-Technologien in der Mobilitätsindustrie (Teil II: Bahnindustrie). Wolfsburg 2022. (Forschungsbericht)
- mit K-H. Lüke: Analyse der Akzeptanz von Anwendungsszenarien der Big Data-Technologien in der Mobilitätsindustrie (Teil I: Automobilindustrie). Wolfsburg 2021. (Forschungsbericht)
- mit K-H. Lüke: Entwicklung eines Innovationsradars für die Mobilitätsindustrie, Teil V: Schifffahrtsindustrie. Wolfsburg 2020. (Forschungsbericht)
- mit D. Wäldchen: Folgen der Corona-Krise für Messen und Konferenzen. Hannover 2020.
- mit K-H. Lüke: Entwicklung eines Innovationsradars für die Mobilitätsindustrie, Teil IV: Nutzfahrzeugindustrie. Wolfsburg 2019. (Forschungsbericht)
- mit K-H. Lüke: Entwicklung eines Innovationsradars für die Mobilitätsindustrie, Teil III: Bahnindustrie. Wolfsburg 2019. (Forschungsbericht)
- mit K.-H. Lüke, D. Wäldchen und D. Royer: Innovation Management Methods in the Automotive Industry. In: Conference Proceedings of Innovations for Community Services (I4CS). Springer Reihe “Communications in Computer and Information Science” (CCIS), Heidelberg 2019.
- mit K.-H. Lüke und D. Wäldchen: Innovation Management Methods in the Aviation Industry. In: Conference Proceedings of Innovations for Community Services (I4CS). Springer Reihe “Communications in Computer and Information Science” (CCIS), Heidelberg 2018.
- mit D. Wäldchen: Open Innovation in Commercial Aerospace. In: K. Richter, J. Walther (Hrsg.): Supply Chain Integration Challenges in Commercial Aerospace. Heidelberg 2017.

## Herausgeberbände
- K. Richter, J. Walther (Hrsg.): Supply Chain Integration Challenges in Commercial Aerospace. Heidelberg 2017.[1]
- F.-J. Garcia Sanz, K. Semmler, J. Walther (Hrsg.): Die Automobilindustrie auf dem Weg zur globalen Netzwerkkompetenz. Heidelberg 2007.[2]
- J. Walther, M. Bund (Hrsg.): Supply Chain Management. Frankfurt 2001.[3]